# Chaspuzac
Chaspuzac is een gemeente in het Franse departement Haute-Loire (regio Auvergne-Rhône-Alpes) en telt 521 inwoners (1999). De plaats maakt deel uit van het arrondissement Le Puy-en-Velay.

## Geografie
De oppervlakte van Chaspuzac bedraagt 9,8 km², de bevolkingsdichtheid is 53,2 inwoners per km².
De onderstaande kaart toont de ligging van Chaspuzac met de belangrijkste infrastructuur en aangrenzende gemeenten.

## Demografie
Onderstaande figuur toont het verloop van het inwonertal (bron: INSEE-tellingen).